# Ambrosia (Apfel)

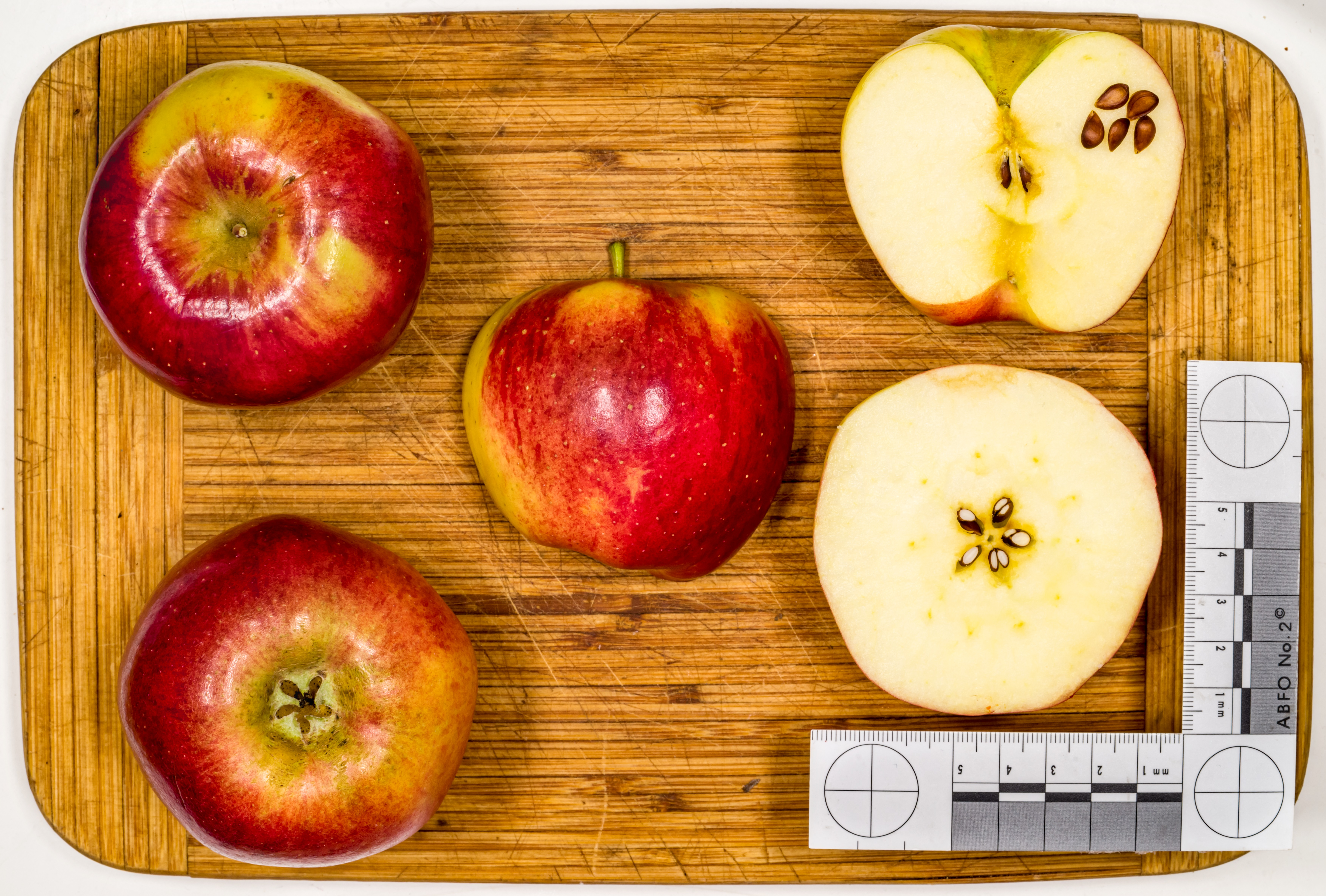
Ansichten der Frucht

Der ‘Ambrosia’ ist eine Sorte des Kulturapfels. Er wurde in den 1990er Jahren in der kanadischen Provinz British Columbia gezüchtet.

## Beschreibung
Die ‘Ambrosia’ hat eine mittlere bis große Frucht, die im Schnitt um die 215 Gramm schwer ist. Sie hat eine rote Schale mit grünen bis gelben Flecken. Das Fruchtfleisch ist gelblich-weiß, süßlich und mit wenig Säure.
Vermutlich ist ‘Ambrosia’ eine Kreuzung von 'Starking Delicious' und 'Golden Delicious'.

## Ernte und Verwendung
In seinem Ursprungsland Kanada wird ‘Ambrosia’ von Ende September bis Anfang Oktober geerntet. Anfang 2015 war ‘Ambrosia’ in den USA auf Platz neun der am stärksten verkauften Apfelsorten. Dabei gehörte er zu den wenigen Apfelsorten, deren Anbaufläche in den letzten Jahren stark stieg.